# Епархия Сапы
Епархия Сапы (лат.  Dioecesis Sappensis) — епархия Римско-Католической церкви с центром в городе Вау-и-Дейес, Албания. Название епархии происходит от города Сапа, располагающегося на берегу Скадарского озера. Епархия Сапы входит в митрополию Шкодера — Пулта.

## История
В 1062 году Римский папа Александр II учредил епархию Сапы. В то время этот край подчинялся княжеству Дукля.
В 1444 году епархии Даньо, Сарды и Сапы были объединены в одну епархию. В начале XVI века епархия Сапы была вновь воссоздана. В течение XVI века из-за нашествия турок епархия Сапы пришла в упадок и кафедра епархии была вакантной до 1560 года. В 1703 году к епархии Сапы были присоединены несколько приходов епархии Пулта. С 1706 года епархией управлял апостольский администратор.
В начале XX века кафедра епархии находилась в деревне Неншат — в горах на северо-восток от Шкодера.
25 января 1930 года Римский папа Пий XI выпустил бреве Incumbentis Nobis, которым была изменены границы между епархией Сапы и архиепархией Шкодера-Пулта.
С 1947 года, из-за коммунистического режима Энвера Ходжи, упразднившего католические епархии, кафедра Сапы долго была вакантной. В 1968 г. экс-епископ Волай Герги был убит сотрудниками госбезопасности.
В 2000 году Святым Престолом был назначен на кафедру Сапы епископ Дода Герги. В епархии насчитывается 11 женских монастырей (г. обр. кармелитских); работают францисканские и капуцинские миссионеры.

## Ординарии епархии
| - епископ Pietro (около 1291); - епископ Paolo (? — 1376); - епископ Benvenuto (2.07.1376 — ?); - епископ Pietro Zaccaria (4.05.1395 — ?); - епископ Nicola (1414—1422); - епископ Michele (3.07.1422 — 1425); - епископ Pietro (13.07.1425 — 1428); - епископ Matteo Ermolao (6.03.1433 — 11.04.1440); - епископ Giorgio (13.06.1440 — ?); - епископ Emanuele (1459 — ?); - епископ Marino Summa (22.02.1473 — ?); - епископ Gabriele (10.03.1479 — ?); - епископ Prosdocimo (20.12.1490 — 1500); - епископ Pietro Strebbigna (1503—1508); - епископ Domingo García (5.07.1508 — ?); - епископ Giorgio (? — 1513); - епископ Pierre Tallon (27.06.1513 — ?); - епископ Juan Buenaventura Valderrama (3.09.1518 — ?); - епископ Afonso Cavalheiro (6.02.1521 — ?); - Sede vacante (?-1560); - епископ Teobaldo Bianchi (26.04.1560 — 1582); - епископ Giorgio Palma (9.09.1593 — 1590); - епископ Nicola Bianchi (7.11.1594 — 1617); - епископ Simoni Jeçi (20.10.1620 — 1621); - епископ Pietro Budi (21.07.1621 — 1622); - епископ Giorgio Bianchi (22.05.1623 — 1.10.1635); - епископ Франг Барди (17.12.1635 — 1644); - епископ Giorgio Bianchi (14.11.1644 — 1647); - епископ Simeone de Summis (27.05.1647 — 1672); - епископ Stefano de Gaspare (29.05.1673 — 14.02.1680); - епископ Martin Jelić (28.09.1682 — май 1684); | - епископ Giorgio Teodori (12.11.1685 — июль 1706); - епископ Egidio Quinto (21.03.1707 — 8.02.1719) — назначен архиепископом Бара; - епископ Marino Gini (29.03.1719 — 1720); - епископ Giovanni Galata (31.08.1720 — 15.11.1728) — назначен епископом Лежи; - епископ Basilio Lindi (15.12.1728 — ноябрь 1744); - епископ Lazzaro Uladagni (9.03.1746 — 27.04.1749) — назначен архиепископом Бара; - епископ Giorgio Uladagni (27.04.1750 — 9.03.1785); - епископ Nicola Lindi (5.08.1765 — 1791); - епископ Giovanni Logorezzi (26.09.1791 — 1795); - епископ Antonio Angelo Radovani (27.06.1796 — 8.07.1808) — назначен епископом Шкодера; - епископ Marco Negri (8.07.1808 — ?); - епископ Lekë Suma (24.12.1825 — ?); - епископ Lazzaro Uladagni Bianchi (24.04.1827 — 15.02.1830); - епископ Pietro Borzi (18.12.1829 — 13.02.1836); - епископ Giorgio Labella (2.10.1840 — ноябрь 1844) — назначен архиепископом Дурреса; - епископ Pietro Severini (26.11.1844 — 7.11.1873); - епископ Giulio Marsili (декабрь 1873 — 12.08.1890); - епископ Lorenzo Petris de Dolammare (5.08.1890 — 20.12.1892); - епископ Gabriele Neviani (10.01.1893 — 28.03.1900); - епископ Lazer Mjeda (10.11.1900 — 24.12.1904); - епископ Giacomo Sereggi (7.08.1905 — 14.04.1910) — назначен архиепископом Шкодера; - епископ Gjergj Koleci (21.09.1911 — 1928); - епископ Zef Gjonali (13.06.1928 — 30.10.1935); - епископ Винченц Преннуши (27.01.1936 — 26.06.1940) — назначен архиепископом Дурреса; - епископ Gjergj Volaj (26.06.1940 — 3.02.1947); - Sede vacante (1947—2000); - епископ Дода Герги (5.02.2000 — 12.12.2006) — назначен апостольским администратором апостольской администратуры Призрена; - епископ Lucjan Avgustini (12.12.2006 — по настоящее время). |  |

## Источник
- Annuario Pontificio, Libreria Editrice Vaticana, Città del Vaticano, 2003, стр. 766, ISBN 88-209-7422-3
- Бреве Incumbentis Nobis, AAS 22 (1930), стр. 449  (лат.)
- Konrad Eubel, Hierarchia Catholica Medii Aevi, vol. 1 Архивная копия от 9 июля 2019 на Wayback Machine, стр. 434; vol. 2 Архивная копия от 4 октября 2018 на Wayback Machine, стр. 229; vol. 3 Архивная копия от 21 марта 2019 на Wayback Machine, стр. 292; vol. 4 Архивная копия от 4 октября 2018 на Wayback Machine, стр. 305; vol. 5, стр. 344; vol. 6, стр. 367 (лат.)